# Una paz solo nuestra
Una paz solo nuestra (título original en inglés: A Separate Peace) es una novela escrita por John Knowles. Basada en "Phineas", una historia corta anterior escrita por el mismo autor, fue la primera novela de Knowles y se convirtió en su obra más conocida. 

## Sinopsis
Durante la Segunda Guerra Mundial, un grupo de estudiantes comienza el curso en un colegio privado de Nueva Inglaterra. Gene, un chico quieto y obediente, conoce allí a Finny, un compañero atlético y rebelde que despierta en él sentimientos encontrados. La compleja relación que a partir de entonces se establece entre ambos es el nudo en torno al cual se desarrolla una historia de amistad en la cual laten de forma inequívoca lo mejor y lo peor del ser humano, las cuerdas inevitables que se han de pulsar para pasar, a menudo a un alto precio, a la madurez.

## Adaptaciones
En 1972, la novela fue adaptada en una película, A Separate Peace, protagonizada por Parker Stevenson como Gene y John Heyl como Finny, con un guion de Fred Segal y John Knowles. En 2004, fue adaptada en película para la televisión para el canal de televisión Showtime.

## Premios y reconocimientos
- 1960 New York Times bestseller (Ficción)
- 1961 William Faulkner Foundation Award, ganador inaugural
- 1961 Premio Nacional del Libro finalista (Ficción)
- 1961 Rosenthal Family Foundation Award